# Округ Грин (Тенеси)
Округ Грин (енгл. Greene County) је округ у америчкој савезној држави Тенеси.

## Демографија
По попису из 2010. године број становника је 68.831, што је 5.922 (9,4%) становника више него 2000. године.
| Група             | 2000.          | 2010.          |
| Белци             | 60.309 (95,9%) | 64.637 (93,9%) |
| Афроамериканци    | 1.329 (2,1%)   | 1.373 (2,0%)   |
| Азијати           | 169 (0,3%)     | 251 (0,4%)     |
| Хиспаноамериканци | 641 (1,0%)     | 1.690 (2,5%)   |
| Укупно            | 62.909         | 68.831         |